# 명호초등학교 삼동분교
명호초등학교 삼동분교는 경상북도 봉화군 명호면 삼동리 656에 있었던 공립 초등학교이다.

## 연혁
- 1945년 4월 1일 명호국민학교 삼동분교 인가
- 1952년 4월 1일 삼동국민학교 개교
- 1994년 9월 1일 명호국민학교 삼동분교
- 1996년 3월 1일 명호초등학교 삼동분교
- 1999년 9월 1일 폐교(총 졸업생 1,273명)